# Charles Bateman
Charles 'Charlie' Bateman (Youngstown, 1922 - Orlando, 24 januari 2004) was een Amerikaanse jazzpianist.
Bateman, wiens ouders piano speelden, hield zich aanvankelijk bezig met klassieke muziek. Toen hij achttien was trad hij als solist met het Buffalo Symphony Orchestra op. Toen hij 20 was ging hij naar New York, waar hij les kreeg van pianist Bruno Eisner. Nadat hij zich bekeerd had tot de jazz gaf hij in februari 1947 een concert met Louis Armstrong en het sextet van Edmond Hall in Carnegie Hall. In 1947 was hij pianist bij Sy Oliver, in de jaren 50 werkte hij met Gene Ammons, Aaron Bell en Sonny Stitt. Hij maakte zo'n dertig jaar geen opnames, pas in het begin van de jaren 80 nam hij weer op met de Harlem Blues and Jazz Band (met o.m. Eddie Durham, Eddie Chamblee, Lawrence Lucie en Tommy Benford). Begin jaren 90 verliet hij de New Yorkse jazzscene en woonde hij tot zijn overlijden in Florida. In de jazz nam hij tussen 1947 en 1997 deel aan 17 opnamesessies, de laatste met Panama Francis.